# 潘君密
潘君密（1934年—），祖籍浙江黄岩，生于江苏南京，中华民国外交官，中华人民共和国政治人物。

## 生平
1934年，潘君密生于南京市。其父为国军军官，其母施一鸣为医生。1940年代初，其全家自南京迁至四川。随后其父母离异，其母携一双儿女生活。1942年，潘君密被其母送入私塾。同年秋，入重庆市抗战军人子弟教养院。
1948年秋，潘君密被其母送往台湾，投奔其母的结拜姐妹谢振庸三姨。此后，他先后当装甲兵、外事警察。1953年，警察潘君密考取国立台湾大学外文系和新闻研究所的新闻学硕士。1959年冬，潘君密参加台湾外交领事人员特种考试，入中华民国外交部。1964年，潘君密赴贝宁任外交官。不久，中华人民共和国同贝宁建交，中华民国降旗撤馆。此后，他先后在菲律宾、墨西哥、巴拿马、哥伦比亚、巴拉圭等国任外交官，又多次经历降旗撤馆。
1975年蒋介石病逝，其子蒋经国於三年後继任总统。潘君密认为这是封建落后的世袭制。1978年末，在中华民国驻巴拉圭使馆任内，潘君密主办了华文报纸《南美天地新闻》，并接连发表了两篇文章，一篇反对蒋经国当总统，一篇反对“台独”。此时他得知全国人大常委会委员长叶剑英发表《告台湾同胞书》，遂产生回归大陆的愿望。不久，中华民国外交部命其回台湾述职。潘君密认为这是台湾政府对其发表文章进行追究，乃携家赴纽约。在同中华人民共和国使馆取得联系后，潘君密同台湾政府断绝关系，回归大陆，成为首个响应叶剑英“九条倡议”回归大陆的台湾外交官。
潘君密获得中华人民共和国驻联合国代表团欢迎。大使陈楚安排其在联合国人口基金会总部工作。国军高级将领宋希濂定居美国后，在宋希濂领导下，潘君密帮助筹组纽约中国和平统一促进会，出版《潮流》月刊。
离开联合国后，潘君密专任香港大公报自由撰稿人。1993年，潘君密出任全国政协委员，2002年成为全国政协文史专员。